# Cuculus rochii
El cuco malgache o  cuclillo  malgache (Cuculus rochii) es una especie de ave cuculiforme de la familia Cuculidae que vive en África Oriental.  Aunque cría únicamente en Madagascar, pasa la estación no reproductiva en varios países del este de África como Burundi, Malaui, Ruanda, Sudáfrica, Uganda, Zambia y el este de la República Democrática del Congo.

## Descripción
El cuco malgache es un cuco esbelto y pequeño, que mide unos 28 cm de largo.